# 2015 BP519
2015 BP519, прозванный «Кешью» (Caju) — обособленный транснептуновый объект во внешней части Солнечной системы. Имеет высокий эксцентриситет орбиты и большое наклонение орбиты. Впервые был обнаружен 27 ноября 2014 года астрономами Dark Energy Survey используя инструмент DECam на телескопе имени Виктора Бланко расположенный в межамериканской обсерватории Серро-Тололо в Чили.
Приблизительный размер 2015 BP519 оценивается в 400—700 км, что делает его кандидатом в карликовые планеты. По данным Майкла Брауна, при абсолютной магнитуде 5,7m и альбедо 8% 2015 BP519 имеет диаметр 344 км.
Объект приближается к Солнцу в перигелии до 35,1 а.е., в афелии удаляется до 824,6 а.е. от Солнца. Совершает один оборот вокруг Солнца за 8912 лет и 1 месяц (большая полуось равна 430 а.е.). Орбита обладает большим эксцентриситетом 0,92 (больше, чем у большинства обособленных ТНО), наклонение относительно эклиптики составляет 54°. Это один из многих на данный момент открытых объектов, косвенно подтверждающих существование Девятой планеты.